# Brief an den Sohn des Wolfes
Der Brief an den Sohn des Wolfes gehört zum Offenbarungswerk Bahāʾullāhs, dem Religionsstifter der Bahai. Die persischsprachige Epistel, die kurz vor seinem Tod im Jahre 1892 entstand, gilt als Zusammenfassung seiner Lehre und gehört damit zu den wichtigsten heiligen Schriften der Bahai.
Der Brief an den Sohn des Wolfes ist an den damals führenden Mujtahid aus Isfahan, den schiitischen Scheich Muhammad-Taqi Nadjafi, gerichtet (* 19. April 1846 Isfahan; † 5. Juli 1914 ebenda), der in Nadschaf studierte und als Gegner des Bahai-Glaubens vor Gewalt gegen die Bahai nicht zurückschreckte. Zusammen mit seinem Vater, dem muslimischen Geistlichen Scheich Muhammad-Baqir († Dezember 1883 in Nadschaf), welchen Bahāʾullāh als „Wolf“ bezeichnete, hatte er den Tod vieler Bahai zu verantworten. Obwohl der Brief in erster Linie an den Sohn des „Wolfes“ gerichtet ist, steht dieser keineswegs im Mittelpunkt; Bahāʾullāh wendet sich vielmehr an die ganze Menschheit. In dem Buch blickt er zurück auf sein Leben, fasst seine ethischen, metaphysischen, theologischen und gesellschaftlichen Lehren zusammen und begegnet so auch den Angriffen auf seine Anhänger.
Die erste deutsche Fassung wurde auf der Grundlage der englischen Übersetzung von Shoghi Effendi angefertigt. 2010 erschien beim Verlag der Weltreligionen erstmals eine deutsche Übersetzung aus dem Original, die mit einem ausführlichen Kommentar versehen wurde und zahlreiche Hintergrundinformationen liefert, wodurch vieles für den westlichen Leser verständlicher wird, was „den Band gleichzeitig zu einer Einführung in die jüngste Weltreligion macht“.

## Inhalt
Den Brief beginnt Bahāʾullāh mit einer Lobpreisung Gottes und preist sich danach selbst als den „Höchsten Mittler“, die „Erhabenste Feder“ und als den „Tagesanbruch“ von Gottes „vortrefflichsten Namen“ und „herrlichsten Eigenschaften“. Nachdem er dem Adressaten eindeutig seinen Anspruch offengelegt hat, fordert Bahāʾullāh Shaykh Muhammad-Taqi auf, seine Seele zu reinigen und das nachfolgende spezielle Gebet zur Sündenvergebung und göttlichen Führung zu rezitieren. Der Brief enthält eine Anthologie, da Bahāʾullāh zahlreiche Textabschnitte seiner eigenen Schriften zitiert. Er fordert den Adressaten auf, die darin enthaltenen Botschaften zu beachten und zu prüfen. Eine der zitierten Schriften ist „Das Sendschreiben vom Beweis“, das ursprünglich für den Vater des Adressaten, Shaykh Muhammad-Baqir, bestimmt war und vollständig in den Botschaften aus Akka wiedergegeben wird. Außerdem findet man Textpassagen aus den „Worten des Paradieses“, dem Strahlenglanz (Tajallíyát) und der „Tafel der Pracht“ (Ishráqát), die ebenfalls vollständig in den Botschaften aus Akka wiedergegeben werden. Die zitierte Textstelle aus der Sure des Tempels (Súratu’l-Haykal) und die zitierten Textstellen aus den Episteln an Königin Victoria vom Vereinigten Königreich von Großbritannien und Irland, an Napoléon III. von Frankreich, an den Zaren Alexander II. des Russischen Reiches und an Schah Nāser-ad-Din von Persien findet man alle vollständig übersetzt in Anspruch und Verkündigung. Des Weiteren findet man Textpassagen aus dem Kitáb-i-Aqdas. Weitere Textstellen stammen aus bisher wenig bekannten Sendschreiben. Die Quellen mancher Textstellen konnten bisher noch nicht identifiziert werden. Außerdem beschreibt Bahāʾullāh den Tod zahlreicher Bahai-Märtyrer. Ein beträchtlicher Umfang ist Mirza Yahya (Ṣubḥ-i-Azal) und seinen Anhängern gewidmet, die in dem Werk als „Volk des Bayans“ angesprochen werden. Außerdem werden die Aktivitäten des Geistlichen Mirza Hadi Dawlat-Abadi aus Isfahan und verschiedener anderer dargestellt.

### Ausgaben des Werkes
- Bahāʾullāh: Brief an den Sohn des Wolfes. Bahá’í-Verlag, Hofheim 1988, ISBN 3-87037-207-9 (Online).
- Bahāʾullāh: Brief an den Sohn des Wolfes. Lauḥ-i Ibn-i Dhi'b. Hrsg.: Armin Eschraghi. Verlag der Weltreligionen, Berlin 2010, ISBN 978-3-458-70029-6.
- Bahāʾullāh: Epistle to the Son of the Wolf. Bahá’í Publishing Trust, Wilmette, Illinois, USA 1988, ISBN 0-87743-182-5 (Online).